# Discografia Gabriellei Cilmi
Aceasta este o listă ce conține lansările oficiale ale interpretei australiene de muzică pop (cu influențe jazz și soul) Gabriella Cilmi.

## Albume
| An   | Titlu                                                                                           | Poziția maximă | Poziția maximă | Poziția maximă | Poziția maximă | Poziția maximă | Poziția maximă | Poziția maximă | Poziția maximă | Certificare  |
| An   | Titlu                                                                                           | AUS            | AUT            | GER            | IRE            | NLD            | NZ             | SWI            | UK             | Certificare  |
| ---- | ----------------------------------------------------------------------------------------------- | -------------- | -------------- | -------------- | -------------- | -------------- | -------------- | -------------- | -------------- | ------------ |
| 2008 | Lessons to Be Learned - Lansare: 31 martie 2008 - Casă de discuri: Island Records - Formate: CD | 2              | 6              | 10             | 40             | 12             | 6              | 7              | 8              | AUS: Platină |
| 2010 | Ten - Lansare: 22 martie 2010 - Casă de discuri: Island Records - Formate: CD                   | 17             | 73             | 61             | —              | 63             | —              | 29             | 28             | —            |

## Discuri single
| An   | Single                      | Clasare | Clasare | Clasare | Clasare | Clasare | Clasare | Clasare | Clasare | Clasare | Clasare | Clasare | Clasare | Clasare | Clasare | Album                 |
| An   | Single                      | AUS     | UK      | POR     | NZ      | ITA     | SWI     | GER     | AUT     | DEN     | NED     | NOR     | TUR     | EU      | UWC     | Album                 |
| ---- | --------------------------- | ------- | ------- | ------- | ------- | ------- | ------- | ------- | ------- | ------- | ------- | ------- | ------- | ------- | ------- | --------------------- |
| 2008 | „Sweet About Me”            | 1       | 6       | 1       | 6       | 9       | 2       | 2       | 2       | 8       | 15      | 10      | 13      | 2       | 19      | Lessons to Be Learned |
| 2008 | „Don't Wanna Go to Bed Now” | 28      | —       | —       | —       | —       | —       | —       | —       | —       | —       | —       | —       | —       | —       | Lessons to Be Learned |
| 2008 | „Save the Lies”             | —       | 33      | —       | —       | —       | —       | —       | —       | —       | —       | —       | —       | —       | —       | Lessons to Be Learned |
| 2008 | „Sanctuary”                 | —       | 85      | —       | —       | —       | —       | 66      | —       | —       | 72      | —       | —       | —       | —       | Lessons to Be Learned |
| 2008 | „Warm This Winter”          | —       | 22      | —       | —       | —       | —       | —       | —       | —       | —       | —       | —       | 68      | —       | Lessons to Be Learned |
| 2010 | „On a Mission”              | 16      | 9       | —       | —       | —       | —       | 84      | 63      | —       | 51      | —       | —       | 30      | —       | Ten                   |
| 2010 | „Hearts Don't Lie”          | —       | 134     | —       | —       | —       | —       | —       | —       | —       | —       | —       | —       | —       | —       | Ten                   |
| 2010 | „Defender”                  | —       | —       | —       | —       | —       | —       | —       | —       | —       | —       | —       | —       | —       | —       | Ten                   |
| 2010 | „Magic Carpet Ride”         | —       | —       | —       | —       | —       | —       | —       | —       | —       | —       | —       | —       | —       | —       | Ten                   |